# Де Боно, Сара
Сара Де Боно (англ. Sarah De Bono; род. 6 марта 1992) — австралийская певица, автор песен и пианистка из Мельбурна. Участвовала в первом сезоне австралийской версии шоу «Голос», в котором заняла четвёртое место. После этого певица подписала контракт с лейблом Universal Music Australia. 24 июня 2012 года Де Боно смогла попасть в топ-10 чартов, выпустив в виде сингла песню «Beautiful», написанную в соавторстве и спродюсированную Jhay C. Сингл занял четвёртое место в ARIA Singles Chart и получил статус «золотого». 13 июля того же 2012 года вышел дебютный альбом No Shame, содержащий песни, с которыми певица выступила на «Голосе», а также различные кавер-версии. Альбому удалось занять седьмое место в ARIA Charts.

## Жизнь и карьера

### Ранняя жизнь
Выросла в рабочем пригороде Мельбурна Броудмидоус, в штате Виктория. В 2007 году одержала победу в песенном конкурсе Brimbank Idol, после того как в прошлом 2006 году она заняла там второе место.

### 2012: The Voice Australia
См. статью про первый сезон австралийского шоу «Голос» в английском разделе.
Участвовала в первом сезоне австралийской версии шоу «Голос» и в итоге заняла четвёртое место, получив поддержку от своего тренера Джоэла Меддена и его жены Николь Ричи. Итоговое место Де Боно возмутило поклонников и зрителей.

#### Выступления

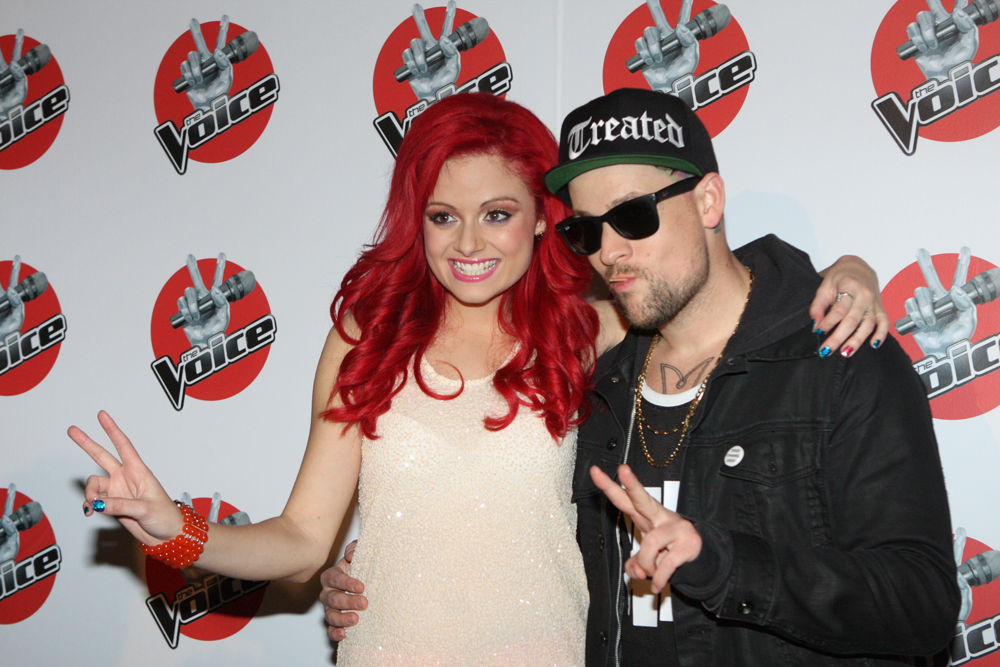
Де Боно вместе со своим наставником Джоэлом Медденом.

| Выступление                  | Песня                                       | Оригинальный исполнитель | Результат                  |
| ---------------------------- | ------------------------------------------- | ------------------------ | -------------------------- |
| Слепой отбор                 | «Price Tag»                                 | Джесси Джей              | Регистрация команды Джоэла |
| Раунд-битва                  | «Heavy Cross» (против Йнны Страврус)        | Gossip                   | Победа                     |
| Живое финальное шоу, часть 2 | «Listen»                                    | Бейонсе                  | Публичное голосование      |
| Живое финальное шоу, часть 4 | «How Will I Know»                           | Уитни Хьюстон            | Публичное голосование      |
| Живое финальное шоу, часть 4 | Dance Floor Anthem (as part of Team Joel)   | Good Charlotte           | Публичное голосование      |
| Живое финальное шоу, часть 5 | «Here’s Where I Stand»                      | Тиффани Тейлор           | Голос Джоэля               |
| Живой финал, часть 1         | «If I Didn’t Love You»                      | Тина Арена               | 4 место                    |
| Живой финал, часть 1         | «Beautiful»                                 | Сара Де Боно             | 4 место                    |
| Живой финал, часть 2         | «It Will Rain» (в дуэте с Джоэлом Медденом) | Бруно Марс               | 4 место                    |
| Живой финал, часть 2         | The Chain                                   | Fleetwood Mac            | 4 место                    |

### 2012—настоящее: Контракт с лейблом,No Shameи второй студийный альбом
25 июня 2012 года песня Де Боно «Beautiful», с которой она дебютировала в «Голосе» заняла четвёртое место в ARIA Singles Chart и получила статус «золотой» от Австралийской ассоциации звукозаписывающих компаний (ARIA), разойдясь тиражом в 3500 копий. Спустя два дня стало известно, что Де Боно подписала контракт с лейблом Universal Music Australia. Дебютный сингл «No Shame» стал доступен для цифрового скачивания 29 июня 2012 года. В тот же день было объявлено, что Сара выступит на разогреве американской певицы Келли Кларксон во время её австралийского тура Stronger Tour. Он длился с конца сентября по начало октября 2012 года. 13 июля 2012 года вышел дебютный студийный альбом No Shame, который содержал: студийные записи песен, с которыми певица выступила в «Голосе» и кавер-версии песен таких исполнителей как, Ашер (песня «Burn») и Даффи (песня «Warwick Avenue»). Альбом занял седьмое место в ARIA Albums Chart. 14 августа 2012 года в интервью газете The Daily Telegraph певица заявила. что работает над своим вторым студийным альбомом, который она надеялась выпустить в начале следующего года. По поводу музыкального направления на своём готовящемся релизе Сара сказала следующее: «Я знаю, о чём хочу написать. У меня имеется желание воспроизвести свои идеи в мелодии. Это будет весёлая, поднимающая настроение музыка».

## Дискография

### Студийные альбомы
| Название | История релиза                                                                                | Высшая позиция в чартах |
| Название | История релиза                                                                                | AUS                     |
| -------- | --------------------------------------------------------------------------------------------- | ----------------------- |
| No Shame | - Выпущен: 13 июля 2012 - Формат: CD, Цифровая дистрибуция - Лейбл: Universal Music Australia | 7                       |

### Синглы
| Название   | Год  | Высшая позиция в чартах | Альбом   |
| Название   | Год  | AUS                     | Альбом   |
| ---------- | ---- | ----------------------- | -------- |
| «No Shame» | 2012 | 50                      | No Shame |
| «Oasis»    | 2013 |                         | TBA      |

### Промосинглы
| Название               | Год  | Высшая позиция в чартах | Сертификации    | Альбом   |
| Название               | Год  | AUS                     | Сертификации    | Альбом   |
| ---------------------- | ---- | ----------------------- | --------------- | -------- |
| «Listen»               | 2012 | 13                      |                 | No Shame |
| «How Will I Know»      | 2012 | 24                      |                 | No Shame |
| «Here’s Where I Stand» | 2012 | 30                      |                 | No Shame |
| «If I Didn’t Love You» | 2012 | 50                      |                 | No Shame |
| «Beautiful»            | 2012 | 4                       | - ARIA: Золотой | No Shame |

## Туры
На разогреве
- 2012: Stronger Tour[англ.] (Келли Кларксон)